# 애들이 줄었어요
애들이 줄었어요(영어: Honey, I Shrunk the Kids)는 1989년에 출시된 미국의 코믹 · SF 영화이다.

## 줄거리
과학자이자 발명가인 웨인 살린스키는 물체를 줄이거나 키울 수 있는 에너지 투사 기계를 설계해 왔지만 제대로 작동하지 않는다. 그의 기계에 대한 집착은 열심히 일하는 아내이자 부동산 중개인인 다이앤, 십대 딸 에이미, 발명가를 지망하는 아들 닉을 걱정하게 한다. 옆집에서는 빅 러스 톰슨과 그의 아내 메이, 그리고 어린 아들 론이 낚시 여행을 준비하고 있다. 그들의 큰아들 리틀 러스는 아버지와 관심사가 종종 충돌하여 열정이 없다.
웨인이 학회에 참석하기 위해 떠난 직후, 론은 우연히 살린스키 가족의 다락방 창문을 통해 야구공을 쳐서 기계에 맞혀 기계를 켜고 조준 레이저를 막는다. 형에게 잡힌 론은 에이미와 닉에게 고백할 수밖에 없었고, 론과 닉은 공을 찾기 위해 다락방으로 들어갔고, 작동된 기계는 그들을 줄어들게 만들었다. 에이미와 리틀 러스는 나중에 형제들을 찾아 나섰다가 같은 운명에 처한다.
학회에서 웨인은 기계가 작동한다는 증거를 제시하지 못해 무대에서 비웃음을 산다. 그는 집에 돌아오자마자 다락방으로 들어갔고, 줄어든 아이들은 그의 관심을 끌려고 노력했지만, 그들의 목소리는 가족의 개 쿼크에게만 들릴 정도로 작았다. 이미 좌절한 웨인은 깨진 창문을 발견하고 격분하여 기계를 반복적으로 때렸다. 그는 아이들과 함께 파편을 쓰레받기와 쓰레기 봉투에 쓸어 담았다. 넷은 겨우 탈출했지만, 쓰레기 봉투가 이제 길가에 있다는 것을 알게 된다. 그들은 살린스키 가족의 무성한 마당을 통해 집으로 돌아간다. 돌아가는 길에 그들은 꿀벌류와 끔찍한 조우를 하고, 그로 인해 헤어진다.
한편, 톰슨과 살린스키 부모는 아이들의 부재에 불안해한다. 메이와 빅 러스는 낚시 여행을 취소하고 경찰에 실종 신고를 한다. 웨인은 결국 무슨 일이 일어났는지 알아차리지만, 마당을 조사하다가 우연히 스프링클러를 작동시킨다. 그 결과 에이미는 진흙 웅덩이에서 거의 익사할 뻔하지만, 리틀 러스가 뛰어들어 그녀를 끌어내고 인공호흡으로 그녀를 소생시킨다. 웨인은 결국 다이앤에게 진실을 밝히고, 그녀는 수색에 동참한다. 나중에 그녀는 웨인에게 톰슨 가족에게 정보를 공유하도록 설득하지만, 그들은 여전히 회의적이다.
아이들은 닉이 버린 오트밀 크림 파이 쿠키 중 하나를 실컷 먹고, 부스러기를 이용해 친근한 일개미를 붙잡아 "앤티"라고 이름 짓고 그 개미를 타고 집으로 향한다. 밤이 되자 그룹은 레고 조각 안에서 피난처를 찾는다. 에이미와 리틀 러스는 서로에게 감정을 표현하기 시작하고 키스를 나눈다. 아이들은 갑자기 전갈목의 공격을 받지만, 앤티는 그들을 구하다 죽는다.
다음 날 아침, 닉의 친구 토미가 잔디를 깎으러 온다. 아이들은 지렁이 터널로 피신해야 했고, 웨인과 다이앤이 제때 작동을 멈춘 잔디깎이로 인한 소용돌이를 간신히 피한다. 아이들은 쿼크를 타고 집에 들어갔지만, 닉은 치리오스 한 그릇에 빠져 거의 자기 아버지에게 먹힐 뻔한다. 쿼크는 웨인의 발목을 물어 그의 주의를 끌었고, 웨인은 아이들의 존재를 발견하고 기계를 수리하기 위해 노력한다.
두 가족은 다락방에서 만나고, 아이들은 몸으로 말해요를 이용해 웨인에게 야구공이 레이저를 막았고, 이전에 목표물을 과열시켜 폭발시켰다고 알린다. 웨인은 문제를 해결하고, 빅 러스가 실험 대상이 되겠다고 자원한다. 실험이 성공하자 그와 아이들은 원래 크기로 돌아온다.
몇 달 후 추수감사절에 살린스키 가족과 톰슨 가족은 좋은 친구가 되어 커다란 칠면조 요리에 건배를 하고, 쿼크는 거대한 개 비스킷을 실컷 먹는다.

## KBS 성우진 (1996년 5월 5일)
- 오세홍 - 웨인 스잘린스키(릭 모라니스)
- 장광 - 라스 톰슨 시니어(맷 플레워)
- 정경애 - 다이앤 스잘린스키(마샤 스트라스먼)
- 강희선 - 메이 톰슨(크리스틴 서덜랜드)
- 김일 - 라스 톰슨 주니어(토머스 윌슨 브라운)
- 이연희 - 론 톰슨(자레드 러쉬톤)
- 최덕희 - 에이미 스잘린스키(에이미 오닐)
- 박영남 - 닉 스잘린스키(로버트 올리버리)
- 서광재 - 브레이너드(루 커텔)